# Iglesia de Santa Úrsula (Múnich)
La Iglesia de Santa Úrsula es una iglesia católica ubicada el distrito de Schwabing en Múnich. Construido entre 1894 y 1897, su arquitectura vincula el estilo historicista y el Art Nouveau.

## Historia
Cuando Schwabing se incorporó a la ciudad en 1887, este distrito se expandió rápidamente, haciendo que la parroquia de San Silvestre se quedara pequeña. El arquitecto August Thiersch diseñó planos que convirtieron a Santa Úrsula en un nuevo centro del distrito.
La iglesia, construida entre 1894 y 1897, tiene forma de basílica de estilo italiano, con una logia de entrada al estilo florentino, de tres naves con un campanario en el medio. Está flanqueado por dos edificios simétricos. Fue dedicada a Santa Úrsula el 10 de octubre de 1897 y San Silvestre se convirtió en iglesia subsidiaria. La iglesia sufrió daños al final de la Segunda Guerra Mundial, pero en menor medida que las que se encuentran más al sur, en el centro de la ciudad.
Los adornos en relieve de mayólica son obra de Balthasar Schmitt, recientemente se han restaurado según el modelo de Andrea Della Robbia. El interior de la iglesia está ricamente decorado con estucos, los techos son artesonados.

## Galería de imágenes

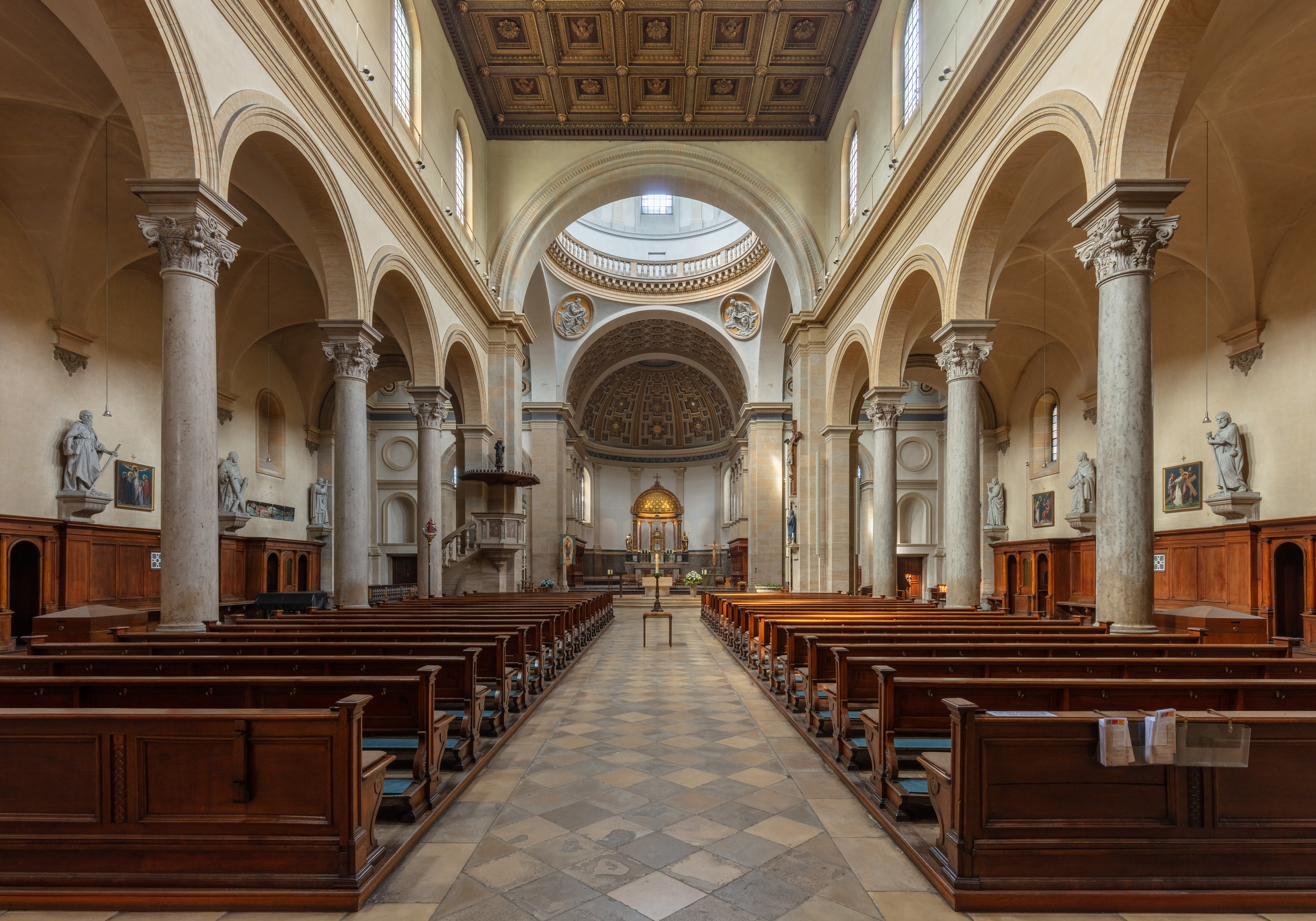
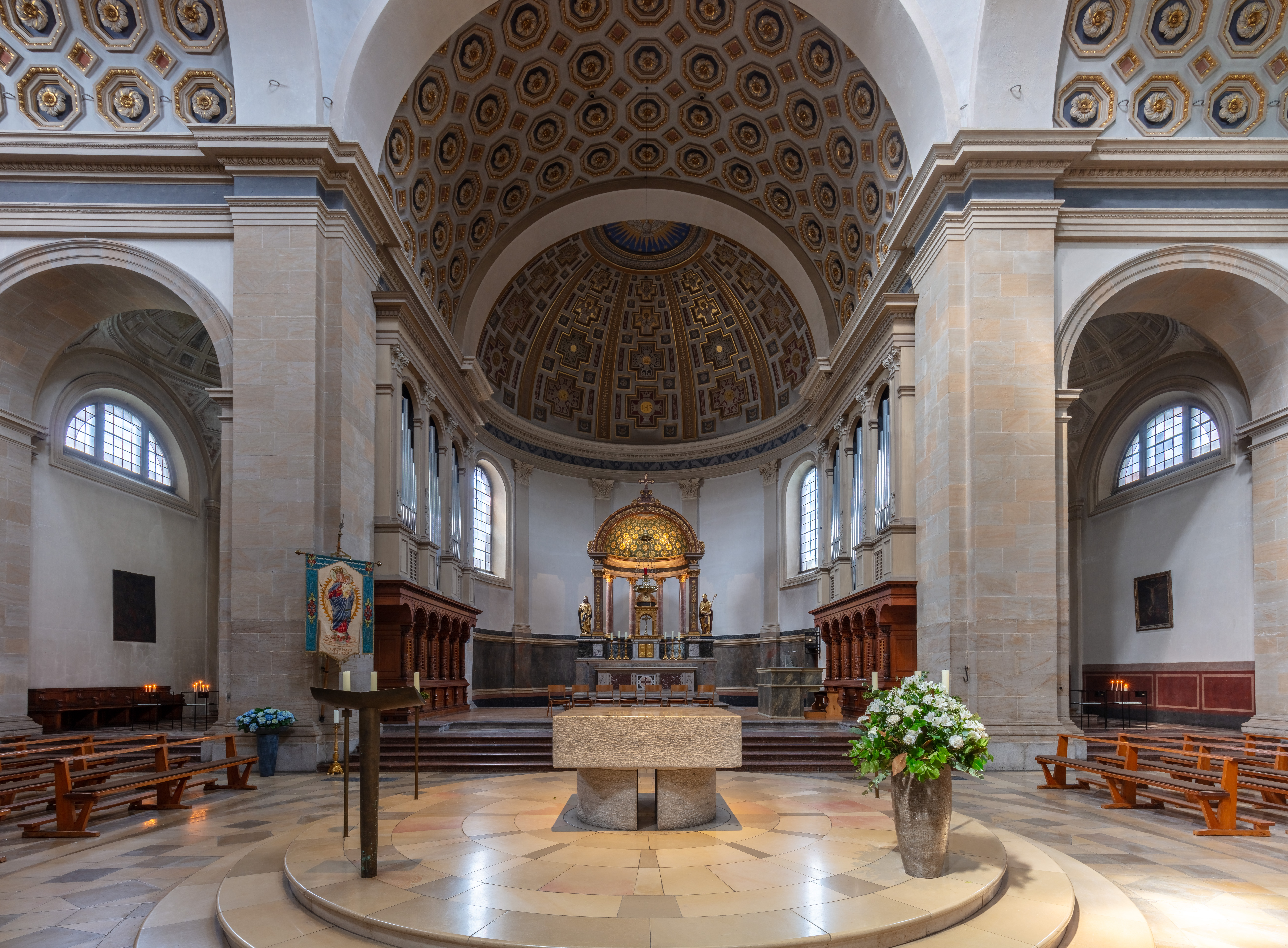
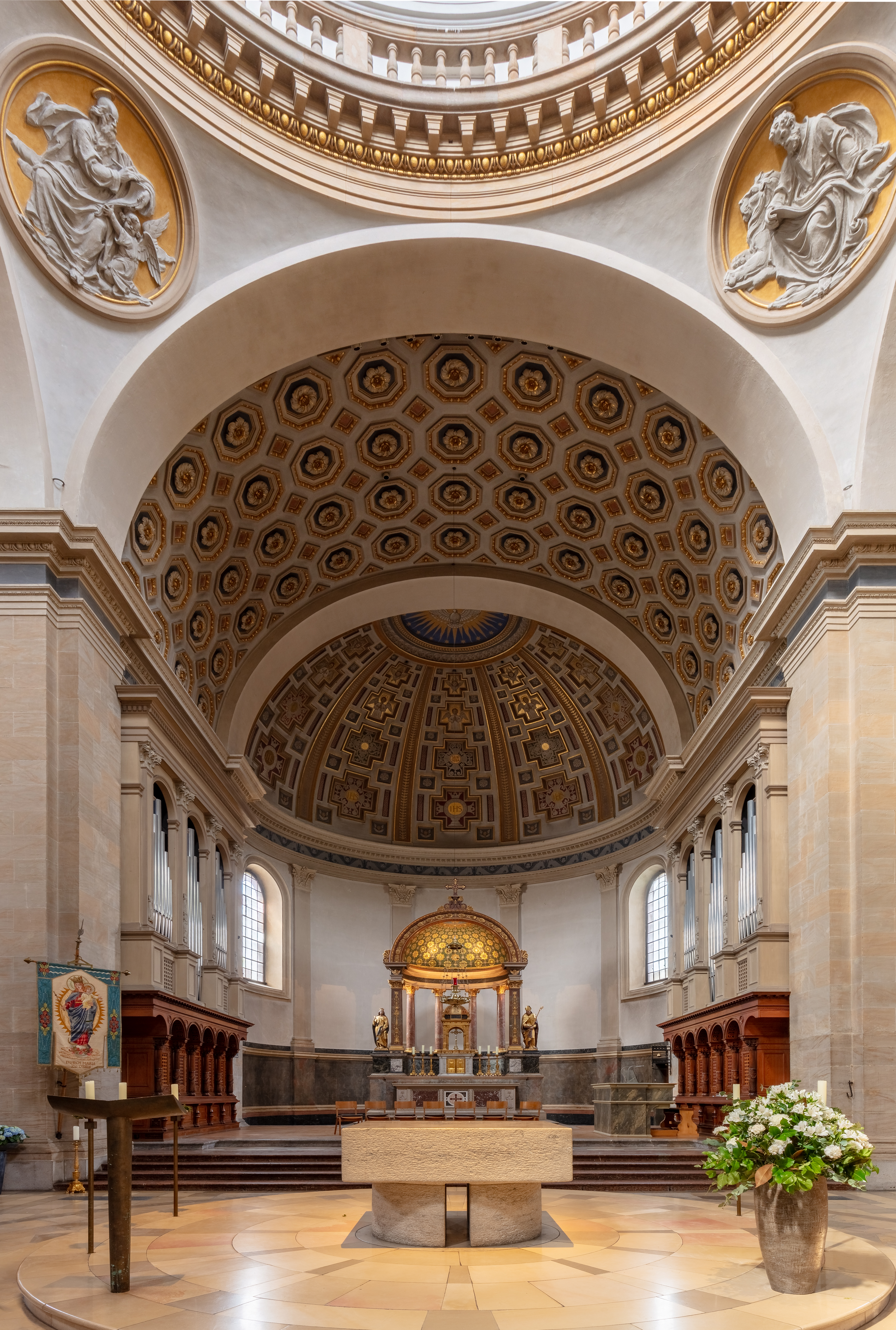
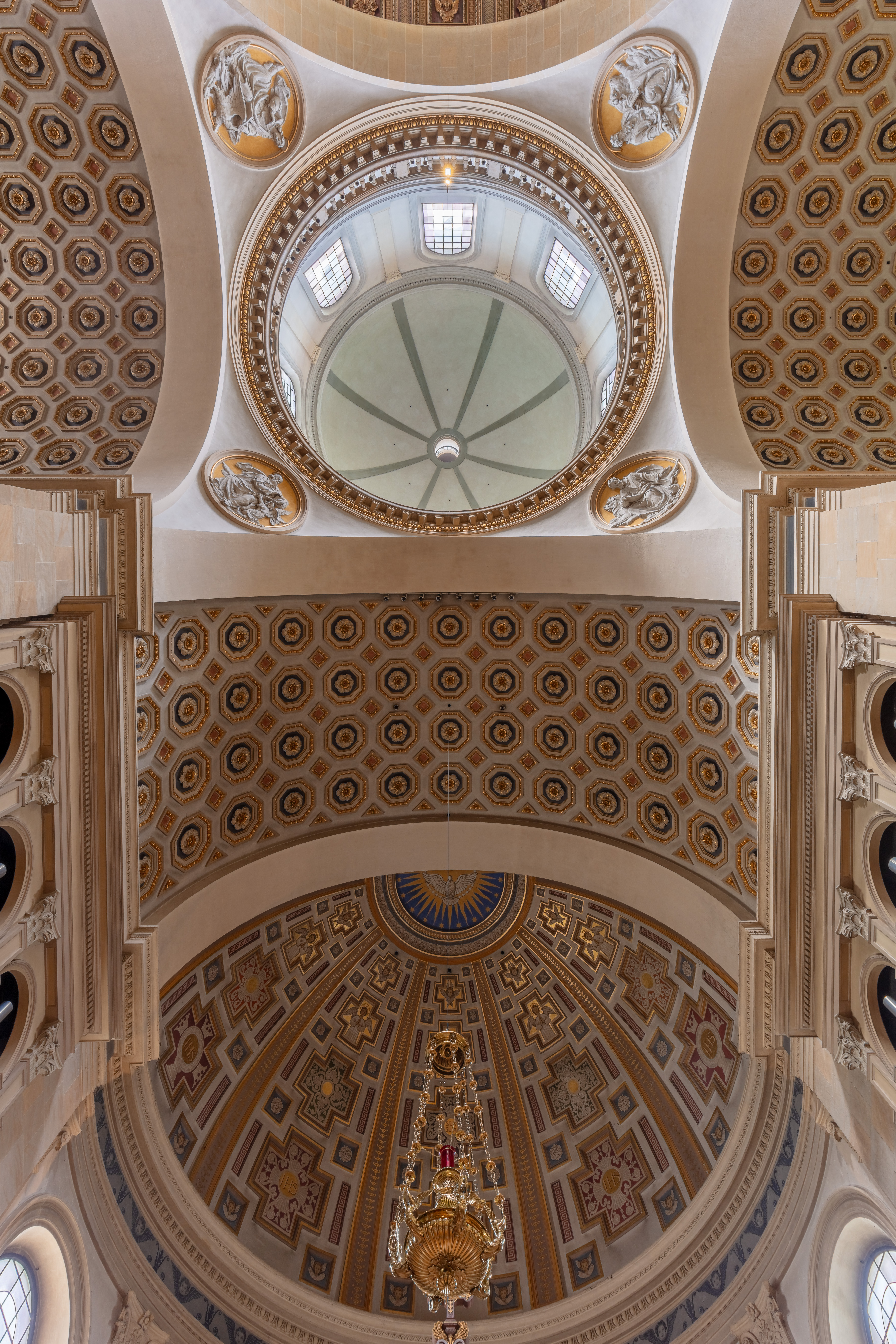
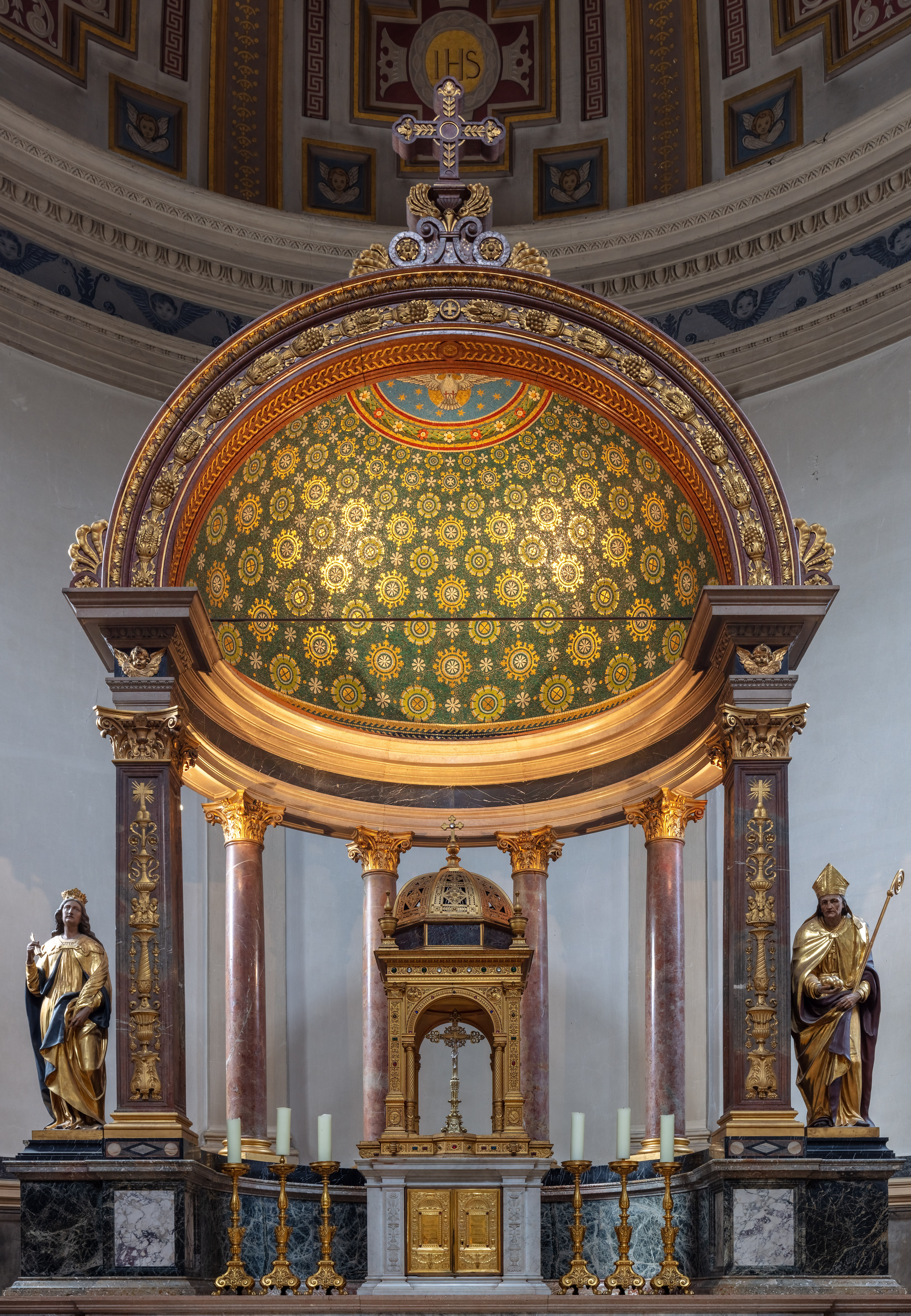
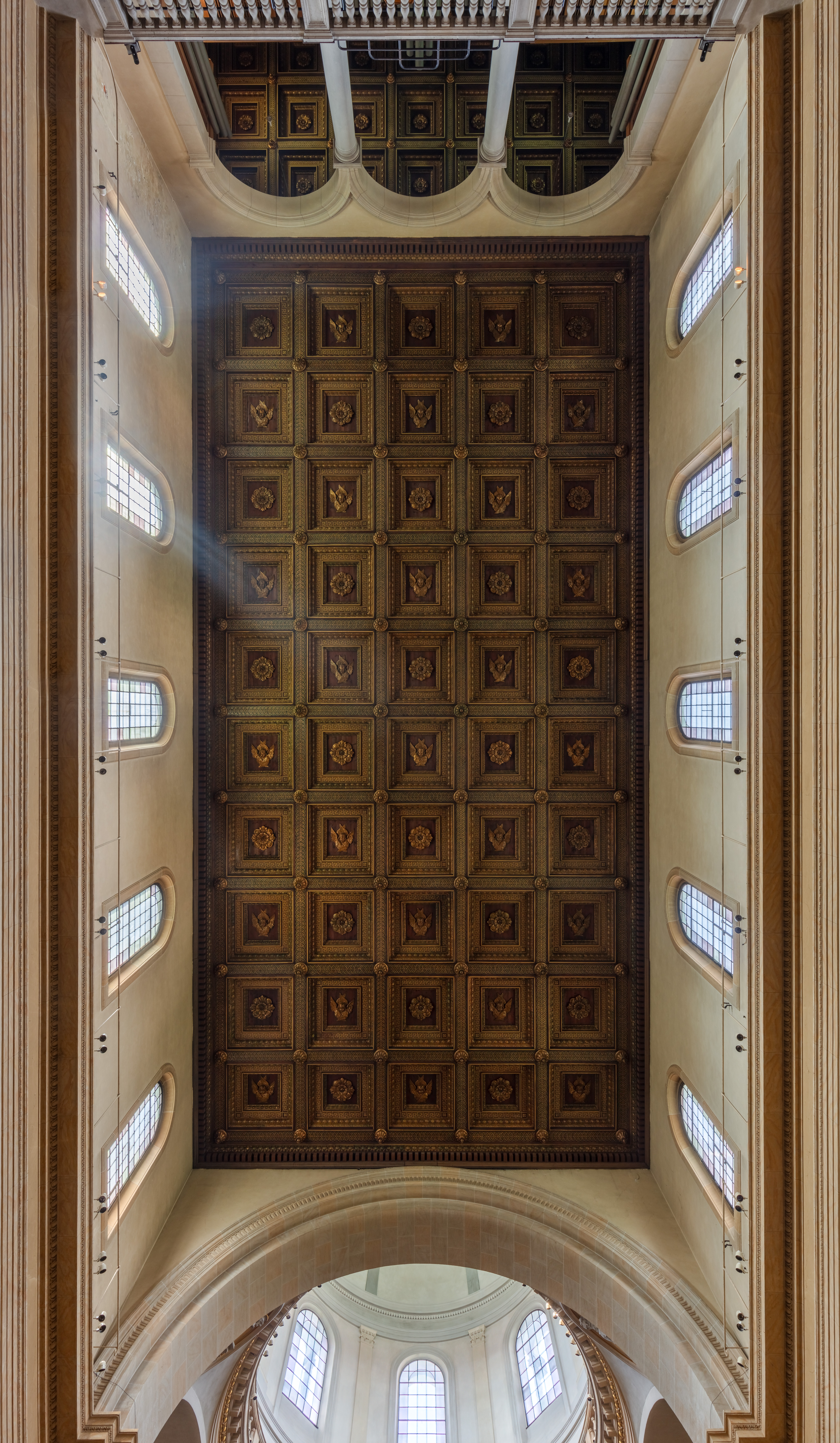

- Datos: Q874511
- Multimedia: St. Ursula (Munich) / Q874511